# Черноголовый хохотун
Черноголовый хохотун (лат. Ichthyaetus ichthyaetus) — крупный вид птиц из рода Ichthyaetus семейства чайковых (Laridae). Распространён от Крыма и Азовского моря к востоку до Монголии, но главным образом — по берегам Каспийского моря и в восточной части Средиземного, также встречается на островах оз. Чаны. Туловище белого цвета, голова блестяще-чёрная, спина и крылья пепельные. Маховые крылья белые, с чёрной полосой перед вершиной. Клюв оранжевый с чёрной перевязью возле конца. Масса колеблется от 1 до 2,1 кг.

## Образ жизни
Черноголовые хохотуны образуют колонии, состоящие из 30—100 и более пар. Степень колонизации достаточно высока, гнезда в колонии располагаются очень плотно и могут находиться в непосредственной близости или не далее 1,5—2,5 метров. В кладке обычно не более трёх яиц, высиживают и самцы и самки. Птенцы, вылупляясь, образуют «детские сады». Если поблизости находятся несколько небольших колоний, возможно образование общего «детского сада», часть колонии охраняет птенцов, часть охотится, добывая корм как для своих, так и для чужих птенцов. Черноголовый хохотун достаточно боязливая птица, при защите колонии не станет близко приближаться к врагу, наиболее частое защитное поведение проявляется в том, что птицы в нескольких десятках метров от врага выстраиваются на земле практически ровной шеренгой и начинают пронзительно кричать.
Иногда среди крупных чаек встречается каннибализм.

## Охранный статус
Черноголовый хохотун занесён в Красную книгу России.

## Факты
Три летящих над рекой черноголовых хохотуна являются гербом города Аткарска Саратовской области.